# Süvöltő
A süvöltő (Pyrrhula pyrrhula) a madarak (Aves) osztályának verébalakúak (Passeriformes) rendjébe és a pintyfélék (Fringillidae) családjába tartozó faj.

## Rendszerezése
A fajt Carl von Linné svéd természettudós írta le 1836-ban, a Loxia nembe Loxia Pyrrhula néven.

## Alfajai
A süvöltő alfajainak meghatározása korántsem egységes a természettudósok között. Egyes tudósok csak kettő, míg mások 10 alfajt különböztetnek meg. Ezen kívül három alfaj esetében felmerült, hogy önálló fajokként ismerjék el őket, de ez a nézet még nem terjedt el mindenütt.
- északi süvöltő (Pyrrhula pyrrhula pyrrhula) (Linnaeus, 1758) – Észak-Eurázsiai alfaj, Skandináviában, Európa keleti részén és Közép-Szibériában él, keletre egészen az Ohotszki-tenger partvidékéig elterjedt. Nagyobb a többi alfajnál.
- európai süvöltő (Pyrrhula pyrrhula europaea) (Vieillot, 1816) – az európai kontinens java részén ez az alfaj él, előfordul Dániában, Hollandiában, Belgiumban, Franciaország keleti részén és Németországban.
- angol süvöltő (Pyrrhula pyrrhula pileata) (MacGillivray, W, 1837)  – a Brit-szigeteken honos alfaj
- ibériai süvöltő (Pyrrhula pyrrhula iberiae) (Voous, 1951) – az Ibériai-félsziget északi részén és a Pireneusokban fordul elő.
- kaukázusi süvöltő (Pyrrhula pyrrhula rossikowi) (Derjugin & Bianchi, 1900) – Kisázsia északi részén és a Kaukázus vidékén élő alfaj
- kaszpi süvöltő (Pyrrhula pyrrhula caspica) (Witherby, 1908) – a Kaszpi-tenger déli és keleti partvidéke mentén elterjedt alfaj.
- Cassin-süvöltő (Pyrrhula pyrrhula cassinii) (Baird, SF, 1869) – Kamcsatkában, a Kuril-szigetek északi szigetein és az Ohotszki-tenger északi partvidékén élő alfaj.

A következő három alfajt egyes rendszerekben önálló fajokként ismerik el, míg más rendszerek csak a süvöltő alfajaiként kezelik őket.
- szürke süvöltő (Pyrrhula pyrrhula cineracea) (Cabanis, 1872) – Szibéria déli részén, az Altajban és Mongólia északi részének hegyvidéki területein honos.
- mandzsúriai süvöltő vagy más néven japán süvöltő (Pyrrhula pyrrhula griseiventris) (Lafresnaye, 1841) – Japán szigetei közül Hokkaidón és Honsún, valamint az Usszuri-földön és az Amur vidéken elterjedt.
- szahalin-szigeti süvöltő (Pyrrhula pyrrhula rosacea) (Seebohm, 1882) – Szahalin

Korábban szintén alfajként kezelt, de mára általánosan elfogadottan külön fajjá nyilvánított taxon :
- azori-szigeteki süvöltő (Pyrrhula murina) – kizárólag São Miguel szigetén él, mely az Azori-szigetek tagja. Tollaiban nincs vörös színe. Mára nagyon megritkult a Természetvédelmi Világszövetség a "kihalással közvetlenül veszélyeztetett" kategóriába sorolja. Egyedszáma valószínűleg 100 alatt van.

## Előfordulása
Európában és Ázsiában, Írországtól Japánig általánosan elterjedt. Az északi populációk télen délre vonulnak. Természetes élőhelyei a mérsékelt övi erdők és cserjések, valamint legelők, vidéki kertek, városi parkok és temetők.

### Kárpát-medencei előfordulása
Magyarországon rendszeres, de kis számú fészkelő, vonuló, de telelő egyedei is megfigyelhetők.

## Megjelenése
Testhossza 14–15 centiméter, szárnyfesztávolsága 22–29 centiméter, testtömege pedig 16–38 gramm. A hímnek az alsó része élénk rózsaszínű, fartöve fehér, feje fekete és hátszíne kékesszürke, a tojó hasonlít a hímhez, de sokkal egyszerűbb színezetű. Csőrük rövid és lekerekített, éles élű, alkalmas a magvak és rügyek fogyasztásához.
|  |  |

## Életmódja
Fák és lágy szárú növények magvait, rügyeit, valamint bogyókat fogyaszt leginkább. Kedvence a kőris és a juharfa magja. 2-4 évet él.

## Szaporodása
Egyéves korban lesz ivarérett, a költési időszak áprilistól augusztusig tart. Évente kétszer költ 4-5 halványkék, vörös foltos tojást. A fióka 12-14 nap után repül ki.
|  |

## Természetvédelmi helyzete
Az elterjedési területe rendkívül nagy, egyedszáma még nagy, de csökken. A Természetvédelmi Világszövetség Vörös listáján nem fenyegetett fajként szerepel. Magyarországon védett, természetvédelmi értéke 25 000 forint.